# Gnamptogyia tana
Gnamptogyia tana là một loài bướm đêm trong họ Noctuidae.